# Małżeństwo w Chinach

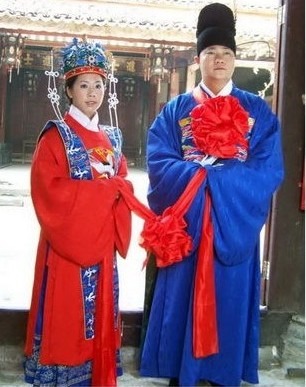
Chińska para podczas współczesnej ceremonii ślubnej dynastii Ming. Panna młoda tradycyjnie odziana w czerwień, nosi niebieskie nakrycie głowy, pan młody na przedzie przyozdobiony dużą czerwoną rozetką ("kwiatem").

## Rys historyczny
Przez tysiące lat małżeństwo w Chinach było prywatną umową zawieraną między dwiema rodzinami i nie rejestrowaną przez władze.
W stanowiącej nierozdzielną komórkę społeczną, scementowanej więzami krwi, materialną zależnością i kultem wspólnych przodków rodzinie, małżeństwo każdego z jej członków musiało być podporządkowane interesom ogółu. Obowiązkiem każdego cnotliwego ojca rodziny było sprowadzenie na świat możliwie największej liczby synów, ożenienie ich gdy osiągnęli odpowiedni wiek i doczekanie się wnuków, co zapewniało ciągłość rodu i kontynuowanie kultu przodków. Małżeństwo było więc dla młodego mężczyzny spełnieniem społecznego obowiązku zgodnie z wolą rodziców i rodziny, a nie wyborem partnerki, którą darzył uczuciem.
Wyboru dokonywała za niego rodzina, na specjalnej naradzie dobierając narzeczoną z rodu, z którym koligacja mogła przynieść największe korzyści. Po podjęciu decyzji zwracano się o wyrażenie zgody do zmarłych przodków, składając im odpowiednie ofiary, a ich odpowiedź odczytywano na podstawie wróżb.
W wyborze małżonki pomagali "fachowcy", którzy działali mniej więcej tak jak pośrednicy w handlu. "Swat" sprawdzał najpierw, czy oferowany "obiekt" odpowiada opisowi, czy nie ma ukrytych wad to znaczy czy kandydatka na oblubienicę jest dziewicą, czy jest zdrowa i rodzice są w porządku, zwłaszcza zaś czy nie ma prawnych przeszkód do zawarcia transakcji – czy między stronami przyszłej umowy nie zachodzą stosunki pokrewieństwa. Kazirodztwo traktowano jako absolutne tabu, i to do tego stopnia, że nawet przypadkowa zbieżność nazwisk wykluczała małżeństwo. Na koniec swat upewniał się, czy w znakach na niebie i wróżbach nie ma niczego podejrzanego. Pozostawało już tylko uzgodnienie ceny.
Gdy wszystko już załatwiono, ojciec pana młodego posyłał do domu wybranki dziką gęś. Po wyrażeniu zgody przez rodziców kandydatki na żonę, rodzice narzeczonego składali im podarki. Ślub odbywał się według rytuału opisanego szczegółowo w konfucjańskich księgach. Przyodzianą w czerwień narzeczoną przynoszono w lektyce do domu pana młodego (chińska panna młoda przyodziewa się w czerwień, a nie w biel jak przyjęło się to w kulturze euroamerykańskiej - kolor biały w Chinach jest kolorem żałobnym). Jeszcze tego samego dnia odbywała się uczta weselna, a nocą, w tajemniczej alkowie, specjalnym pomieszczeniu na ten właśnie cel, dokonywała się konsumpcja nowego związku.

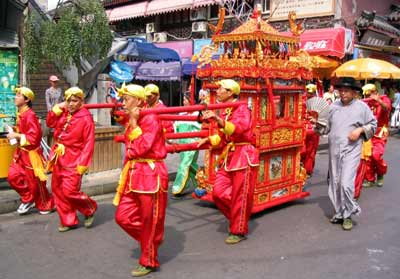
Chińska ceremonia zawarcia małżeństwa – procesja ślubna w Ningbo, prowincja Zhejiang

W Chinach praktykowano też sororat (może on mieć miejsce przy okazji ślubu z pierwszą żoną lub później, zarówno gdy żona ta jeszcze żyje, jak i po jej śmierci), który stał się szczególnie częstą praktyką wśród możnowładców z dynastii Zhou, ale zdarzał się też w późniejszych czasach. Związek taki oznaczał, że małżonka oddaje się pod opiekę męża razem z orszakiem sióstr i służebnic, które automatycznie stawały się nałożnicami małżonka. Oszczędzało to małżonkowi trudów dalszych poszukiwań, a małżonce raźniej było w znajomym otoczeniu. Z chwilą ślubu wchodziła bowiem ostatecznie do rodziny męża, której na ogół nie znała.
Po nocy poślubnej, uczcie i zakończeniu wszystkich weselnych obrzędów przedstawiano żonę (i jej orszak) teściowej, pod której władzę przechodziła od tej chwili, a potem całej rodzinie męża. Jakiś czas po tym młodą żonę prowadzono też do sali przodków, aby przedstawić nowego członka rodziny „drogim nieobecnym” – i odtąd stawała się członkiem rodziny. Następnego dnia po ślubie małżonka udawała się z pożegnalną wizytą do rodziców, których oglądała po raz ostatni w życiu, chyba że w trzymiesięcznym okresie wyszło na jaw coś, na podstawie czego można było uznać małżeństwo za niebyłe. Czymś takim mogła być stwierdzona bezpłodność małżonki lub nieuleczalna choroba. Mąż miał wtedy prawo oddalić żonę, oddalało się jednocześnie cały orszak sióstr i służebnic (a to raczej się nie kalkulowało).
Małżonkowie wybierani przez rodziców często oglądali się po raz pierwszy w dniu ślubu. Przy takim systemie zawierania małżeństw nie było miejsca na przedmałżeńską miłość. Mogła się zjawić dopiero w małżeństwie, jeśli żona potrafiła rozbudzić to uczucie u męża. Mężczyzna, który nie kochał żony, miał możliwość swobodnego wyboru następnych żon i konkubin, mógł też korzystać z uciech miłosnych w dzielnicach rozrywki, które istniały we wszystkich większych miastach.
Oficjalna tradycja kultury chińskiej zawierała dwa modele małżeństwa: monogamię i poligynię. Konkubinat niewiele różnił się od poligynii (różnica między konkubinatem a poligynią zachowywała się tak długo, jak długo konkubina nie miała dziecka). Teoretycznie uznawano monogamię, jednak w praktyce nie wyznaczano ścisłej granicy między prawowitą żoną a konkubiną – szczególnie w tych rejonach, gdzie poligamia była zwyczajowo zaakceptowana. Tam natomiast, gdzie bezwzględnie przestrzegano monogamii, obyczajowość seksualna była nadzwyczaj surowa. Wyjątkowo, dobrze sprawujący się mężczyzna mógł mieć konkubinę bez wyraźnego sprzeciwu członków rodziny, rodu czy zbiorowości lokalnej. W takiej sytuacji konkubina podlegała władzy prawowitej żony, która też miała obowiązek troszczenia się o gospodarstwo domowe, kierowania służbą domu.
Tym niemniej małżeństwa w starożytnych Chinach zasadniczo były poligamiczne. Zasadą utrzymania ich były dwa czynniki: tolerancja i surowe przestrzeganie formy zachowania zmuszające do wzajemnej grzeczności. W małżeństwach tych nie istniała zazdrość erotyczna, lecz zazdrość o pozycję społeczną. Jeśli mężczyzna chciał być poważany jako obywatel, musiał mieć wiele konkubin (dzieci z tych związków dziedziczyły na równi z dziećmi zrodzonymi z żoną poślubioną). Jeśli jedna z konkubin, które Chińczyk miał oprócz żony głównej i żon pobocznych, zdradziła męża z jakimiś nic nie znaczącym młodzieńcem, żona główna i poboczna wymyślały jej i biły ją, za to, że śmiała go zdradzić z takim „nędzarzem”. Żony pozwalały mężowi mieć stosunki płciowe pozamałżeńskie, ale z kobietami niższego stanu, niższej pozycji społecznej – o takie nie były zazdrosne.
Poligamia w Chinach była zjawiskiem o znacznie szerszej skali niż gdzie indziej i przetrwała o wiele dłużej niż w innych systemach kulturowo-cywilizacyjnych. Biedni mieli najwyżej jedną żonę – zwykły wieśniak posiadał przeważnie jedną towarzyszkę życia. Ale na wyższych szczeblach hierarchii społecznej było już inaczej, a Chiny w odróżnieniu od innych społeczeństw miały nader liczną klasę średnią. Im kto zamożniejszy, tym więcej miał małżonek i nałożnic, bo każdy żywił ambicję posiadania wielkiej rodziny. Ci, co w ramach klasy średniej plasowali się na pośledniejszych miejscach, mieli od trzech do dwunastu żon i nałożnic, ale w wyższych warstwach trzydzieści i więcej własnych kobiet nie należało do rzadkości. Przy takich liczbach zalecanie, żeby sypiać z dziesięcioma kobietami w ciągu nocy, staje się absolutnie zrozumiałe – można je postrzegać w kategoriach obowiązku. Na mężu spoczywał bowiem nie tylko obowiązek utrzymania swoich kobiet, ale także zaspokajania ich potrzeb emocjonalnych i seksualnych. Dbać trzeba o każdą z kobiet, nie ma mowy o wyróżnianiu jednych kosztem drugich, bo może to doprowadzić do konfliktów, wśród damskiej części rodziny, zrujnować spokój i w konsekwencji zaszkodzić karierze pana domu. Temu bowiem, kto nie potrafi zaprowadzić ładu we własnym domu, nie można powierzyć żadnej odpowiedzialnej funkcji czy urzędu.
Chińczycy dbali, aby zjawienie się nowej żony czy nałożnicy nie wywoływało napięć i kryzysów w damskiej części gospodarstwa. Pewien bogaty kupiec chiński w 1550 roku zapisał radę, jakiej udzielał swoim synom: Mężczyzna powinien panować nad swymi żądzami. Najlepiej gdy przez parę dni nie zbliża się do nowo przybyłej, a jednocześnie koncentruje uwagę na pozostałych [kobietach]. Gdy zlega z którąś ze starych nałożnic lub żon, nowo przybyła powinna stać przy łożu z kości słoniowej. Dopiero po czterech, pięciu dniach może pójść do łoża z nową, ale koniecznie w obecności pierwszej małżonki i nałożnic. Takie postępowanie gwarantuje, że wśród kobiet zapanuje harmonia i szczęście.
Pierwsza, czyli główna małżonka wywodziła się zwykle z tej samej warstwy społecznej co mąż. Gdy jednak małżonek postanawiał zwiększyć swój stan damskiego posiadania, nie musiał już ograniczać wyboru do swojej klasy. Mógł rozglądać się za kimś atrakcyjnym pod innymi względami i tak trafiał do prostytutek, kobiet z niższych klas, ale atrakcyjnych, bo konkurencja sprawiała, że do zawodu trafiały najlepsze dziewczyny. W ten sposób do klas wyższych trafiały najprzystojniejsze panny z klas niższych, dzięki czemu brzydsze, które pozostawały we własnym środowisku, miały mniejszą konkurencję.
Przez tysiące lat panowała w Chinach duża swoboda seksualna. Rozpowszechnienie w Chinach konfucjanizmu (jednej z trzech głównych religii Chin, obok taoizmu i buddyzmu) w ostatnich dwóch stuleciach przed naszą erą, zmieniło to jednak – sfera życia seksualnego została obwarowana rygorystycznymi zasadami. Przedmałżeńskie stosunki seksualne stały się surowo zabronione; czystość dziewczyny jednym z najbardziej istotnych warunków jej dobrego zamążpójścia i szacunku społeczeństwa.
Dziewczyna chińska całą młodość spędzała w kobiecej części ojcowskiego domu, odseparowana od mężczyzn, a gdy osiągnęła odpowiedni wiek, jak najszybciej starano się wydać ją za mąż.
W rodzinie ukształtowanej według konfucjańskich zasad kobieta od dziecka podlegała dyskryminacji, zajmowała nierównoprawną, podrzędną pozycję. Od wczesnych lat matka przygotowywała ją do zamążpójścia, wpajając zasady dobrych manier i posłuszeństwa wobec męża i starszych.
Idealna chińska małżonka nie musiała być szczególnie inteligentna, mądra czy przystojna. Ważne, aby była "uprzejma, łagodna, spokojna, czysta i starowna". Psychika kobiet chińskich była tak ukształtowana, że one same uważały, iż są przeznaczone przede wszystkim do dźwigania ciężarów życia domowego i posłuszeństwa mężczyźnie. Ich mentalność wyrażała się w przysłowiu głoszącym, że „cnotą każdej kobiety jest nie być zbyt inteligentną” (w istocie przez pierwsze tysiąc lat naszej ery znakomita większość nawet wysoko urodzonych dam w Chinach nie posiadała umiejętności czytania i pisania). Zachowanie mężczyzn w pełni utwierdzało ją w tym przeświadczeniu, kształtując typ pokornej, służebnej i odpornej na trudy życia córki, żony i matki.
W Chinach uważano, że powabu dodają kobietom płaskie piersi i bardzo małe stopy. Zwyczaj bandażowania stóp siedmioletnich dziewcząt w celu powstrzymania wzrostu stopy zapoczątkowany został ok. 970 roku n.e. na dworze cesarza Li Houzhu i szybko upowszechnił się we wszystkich warstwach. W wyniku takiego zbiegu zwężały się również łydki, a poszerzały uda. Po osiągnięciu wieku odpowiedniego do zamążpójścia dziewczęta stąpały na zniekształconych palcach, a właściwie na dużym palcu, kołysząc biodrami, co bardzo podobało się mężczyznom. Stopa była uważana za najbardziej wstydliwą część ciała kobiety. W towarzystwie nie wypadało nawet mówić o stopie kobiety, a spoglądanie na nogi kobiet traktowane było jako zachowanie skandaliczne. Rozczarowanie narzeczonego wielkością stopy narzeczonej stanowiło wystarczający powód do anulowania obietnicy małżeństwa. Cesarz Kangxi usiłował wykorzenić ten obyczaj ale bez powodzenia. Zniknął dopiero wraz z cesarstwem i całym konfucjańskim systemem. Mimo silnych wpływów zachodnich jeszcze w II połowie XX wieku organizowano w Chinach konkursy piękności stopy. Były to równocześnie jarmarki małżeńskie, bowiem liczne piękności liczyły na to, że – ze względu na małą stopę – znajdą dobrych kandydatów na małżonków.

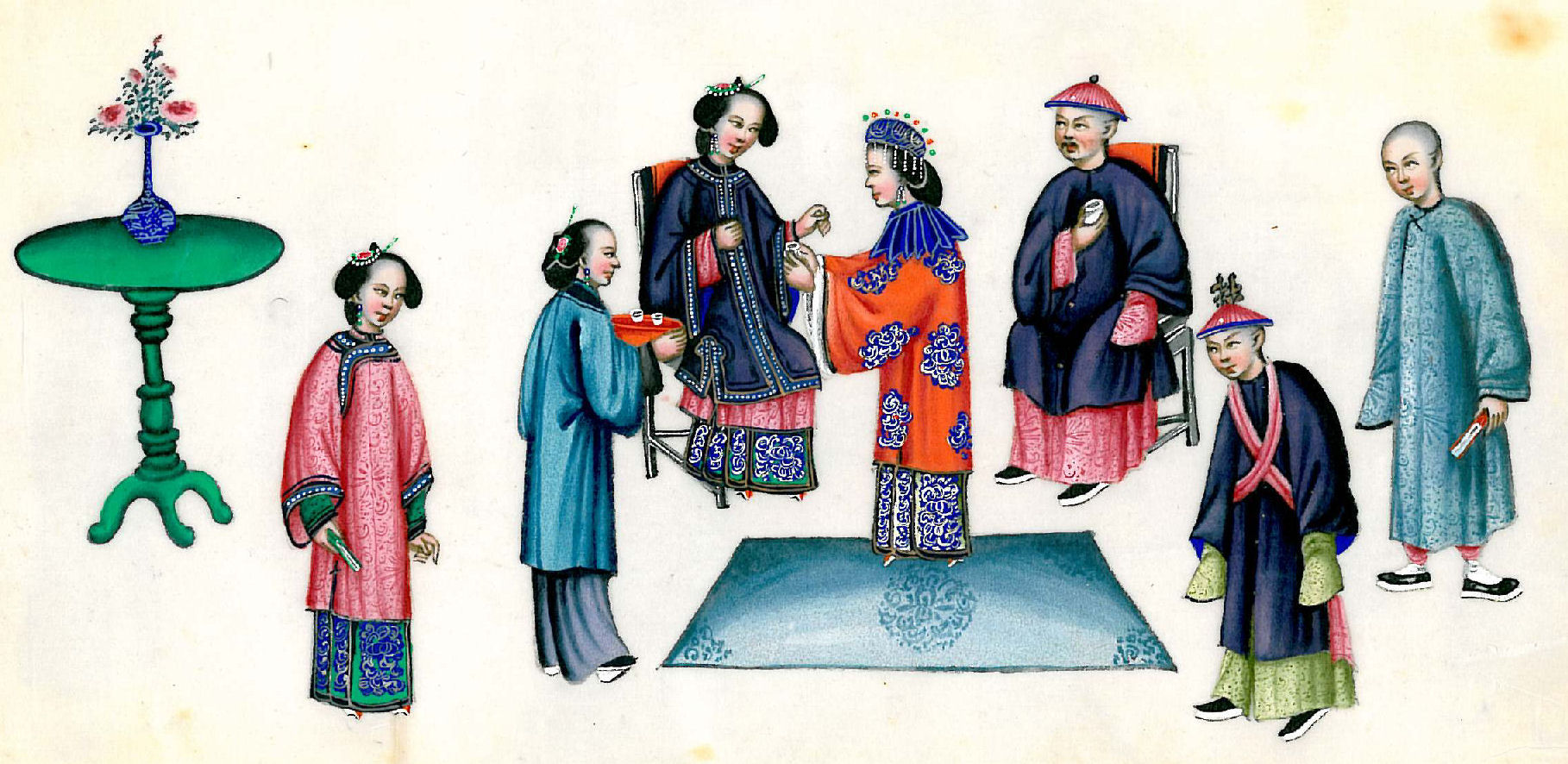
Ślub w czasach dynastii Qing (ilustracja z książki wydanej przed 1927 rokiem). Dwie siedzące postacie to rodzice. Panna młoda, z widocznym niebieskim nakryciem głowy, podaje matce herbatę. Pan młody zwykle nosi szarfę, która na jego przedzie tworzy literę X. Czasami "X" zawiera także olbrzymią rozetkę lub kwiat, choć na tym obrazku tego nie przedstawiono.

Małżonka w domu teścia musiała całkowicie podporządkować się woli teściowej, z całym poświęceniem obsługiwać rodziców męża, wykonywać różne domowe prace na równi ze służącymi. Dopiero po urodzeniu syna jej pozycja w rodzinie ulegała poprawie. Jeżeli w ciągu kilku lat nie urodziła syna, mąż brał z całym rytualnym ceremoniałem drugą żonę lub nałożnicę. Sytuacja drugiej żony była jeszcze gorsza niż pierwszej. Podlegała ona nie tylko władzy teściowej, lecz również pierwszej żony i musiała wykonywać najcięższe kobiece prace. Najbardziej wykorzystywane były nałożnice, pochodzące przeważnie z rodzin biedaków. Traktowano je jako półniewolnice, pozbawione wszelkich praw. Tylko urodzenie syna mogło poprawić ich los.
Rola żony sprowadzała się do funkcji matki i gospodyni. Każda z żon miała sobie przypisane miejsce w damskiej gromadzie i swoje codzienne obowiązki. Wolne chwile spędzała najczęściej przed lustrem, trefiąc włosy i malując twarz. Swego "pana i władcę", małżonka widywała z zasady tylko przy posiłkach i w łóżku. Rzadko też mąż zaszczycał ją rozmową, i jeśli już to o sprawach domowych. Konfucjusz bardzo surowo odnosił się do kobiet próbujących mieszać się w sprawy męża, nie mówiąc już o sprawach publicznych.
Konfucjusz ustanowił różne zasady moralne dla mężczyzny i kobiety. Kobiecie nakazał czystość i obowiązek jako cnotę oraz podporządkowanie się mężczyźnie, którego przykazania te nie dotyczyły. Konfucjański paternalizm zobowiązywał kobietę do wierności seksualnej mężowi. W praktyce małżonki traktowały takie nakazy dość swobodnie i często wdawały się w pozamałżeńskie afery. Jeśli jednak mąż schwytał żonę z kochankiem, mógł go zabić lub też kochanek dawał okup, a mąż albo darował żonie winę, albo sprzedawał ją do domu publicznego. Czasem wiązano kochanka z wiarołomną żoną i topiono (po osądzeniu ich przez starszyznę wsi). Gdy kochankiem okazał się służący, to otrzymywał karę powolnej śmierci.
Dorośli synowie pana domu często naruszali ojcowskie prawo własności dobierając się do jego konkubin i nałożnic.

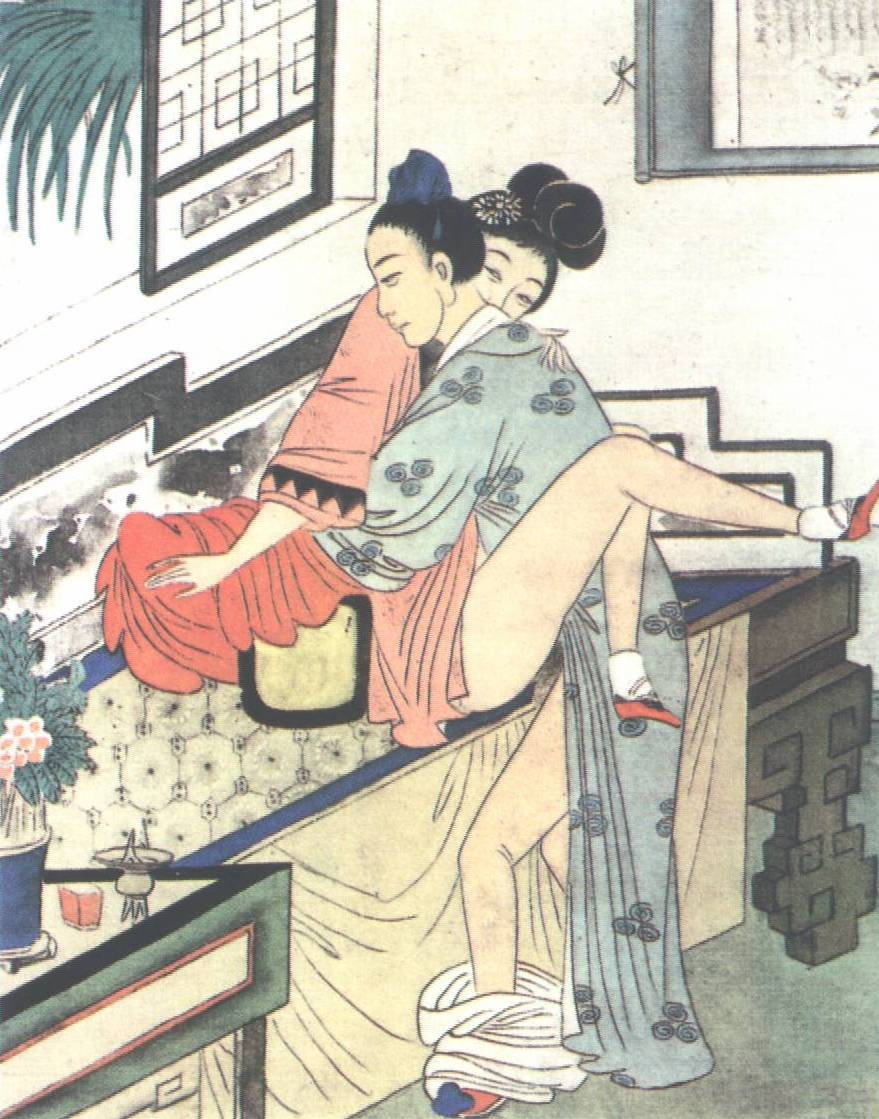
Chińska scena erotyczna z przełomu VIII i IX wieku

Równie mocno uczniowie Konfucjusza potępiali wszelkie przypadkowe kontakty cielesne między mężem a żoną lub konkubinami. Ich zdaniem wywoływało to niepotrzebne podniecenie, co mogło wywrócić do góry nogami starannie ułożony kalendarz, wedle, którego mąż "obsługiwał" swój damski inwentarz. Parom nie wolno było udawać się wspólnie do źródła ani zażywać wspólnie kąpieli czy nawet składać odzienia na tym samym miejscu. Jednak większość mieszkańców Państwa Środka zdawała się traktować konfucjańskie zasady segregacji płciowej z należytą dozą rozsądku.
W tradycyjnym społeczeństwie chińskim istniały trzy możliwości rozwiązywania małżeństw. Pierwsza, zakładała brak winy i zgodna była z kodeksem z czasów dynastii Tang (618–907) – małżeństwo mogło być rozwiązane z uwagi na niedopasowanie osobiste po sporządzeniu przez męża odpowiedniej noty rozwodowej. Druga z możliwości, sankcjonowana przez państwo, to anulowanie małżeństwa gdy małżonek (albo małżonka) popełnił poważne przestępstwo (różnie definiowane, zwykle szerzej w odniesieniu do małżonki) przeciwko jej (jego) lub innego klanu. Trzecia możliwość to jednostronna deklaracja rozwodu przez męża – musiała ona jednak być oparta na jedej z następujących przyczyn: żonie brakuje należnej nabożności synowskiej wobec teściów (tak więc teściowie mogli rozbić małżeństwo nawet wbrew woli małżonków), żona nie urodziła syna, żona jest nieprzyzwoita lub nieobyczajna albo cudzołożna, żona jest zazdrosna (nie zgadza się by mąż pojął za żonę kolejną kobietę lub przyjął konkubinę), żona ma potworną chorobę (tzn. trąd), żona ma skłonności do roznoszenia plotek, żona dopuściła się kradzieży. Rozwód jednak nie był dopuszczalny nawet, gdy wystąpiła któraś z powyższych siedmiu przyczyn jeśli: żona nie ma rodziny, do której mogłaby wrócić (np. jej rodzice zmarli); przestrzegała żałoby po teściu (lub teściowej) przez pełne trzy lata; jej mąż był biedny gdy zawierała związek a obecnie jest bogaty. To jednostronnne prawo obowiązywało od czasów dynastii Tang i zniesiono je dopiero w 1930 roku.
Wdowa, zwłaszcza z zamożnej sfery, nie mogła wyjść powtórnie za mąż. Nie zezwalało na to ani prawo, ani religia. Wdowy określano dość brutalnym terminem "osób oczekujących na śmierć". Czasem, aby uzyskać majątek bogatej wdowy, po prostu gwałcono ją w jakimkolwiek miejscu. Zgwałcona kobieta stawała się bowiem własnością gwałciciela lub musiała popełnić samobójstwo.

### Zmiany w XIX i XX w.
Tradycyjny system wielkiej rodziny chińskiej, wspierany przez ideologię konfucjańską, ulegał wolniejszym zmianom w okresie ogólnych przemian społeczno-gospodarczych XIX wieku. Chińczycy uznając wyższość dorobku cywilizacyjno-technicznego Zachodu i podejmując decyzję przeniesienia na swe terytorium niektórych jego zdobyczy (proces ten zaczął się po wojnach opiumowych), zachowali w pełni świadomość wyższości swej kultury, w tym także organizacji życia rodzinnego. Na zmianę modelu rodziny miała wpływ m.in. działalność misjonarzy, zakładających szkoły dla dziewcząt. Późnodziewiętnastowieczni intelektualiści chińscy postulowali zwiększenie roli kobiet w celu wzmocnienia państwa. W tym też okresie rozpoczyna się ruch przeciw krepowaniu stóp.
Zmiany te były kontynuowane po ustanowieniu republiki w 1912 roku, a przyspieszeniu uległy po zmianach społeczno-politycznych związanych z Ruchem Czwartego Maja 1919 roku. Silny atak modernistów na konfucjanizm poważnie osłabił jego wpływ na życie indywidualne i społeczne na terenach miejskich. Ostatecznie rewolucja przemysłowa, polityczna i społeczna, która ogarnęła Chiny w pierwszej połowie XX wieku, doprowadziła do zasadniczych zmian w stosunkach rodzinnych. Konfucjański model rodziny był nie do utrzymania w zindustrializowanych aglomeracjach miejskich (aczkolwiek ponad 80% ówczesnych mieszkańców Chin mieszkało na wsi)

### Lata Chińskiej Republiki Ludowej
Znaczne zmiany obyczajowe zaszły w latach 50. XX wieku, po przejęciu władzy w Chinach kontynentalnych przez partię komunistyczną. 1 maja 1950 roku uchwalono nowe prawo małżeńskie (jego "ojcem" był sam Mao Zedong), które radykalnie zerwało z istniejącymi wcześniej patriarchalnymi tradycjami chińskich małżeństw (nowe ustawodawstwo wsparto też kampaniami propagandowymi). Do tego czasu małżeństwa były często aranżowane lub wymuszane, konkubinaty były powszechne a kobiety nie mogły się ubiegać o rozwód. Nowe prawo wprowadziło rejestr małżeństw (dzięki działaniom propagandowym z lat 1950–1955 zarejestrowano ponad 90% małżeństw chińskich), podniosło minimalny dopuszczalny wiek małżeństwa na 20 lat dla mężczyzn i na 18 lat dla kobiet, zabroniło zawierania małżeństw przez pośredników, obie strony musiały wyrazić na nie zgodę.
Purytańską tradycję dynastii Qing wbudowano w doktrynę rewolucyjną. Zabroniono oficjalnie stosunków płciowych pomiędzy wolnymi mężczyznami i kobietami (choć gdy taki związek zaistniał i kobieta zaszła w ciążę, zezwalano na zawarcie małżeństwa w interesie dziecka).
Zalecano późne zawieranie małżeństw, aby ograniczyć w ten sposób liczbę potomstwa a najlepsze siły młodości oddać w służbę idei komunistycznych. Wiek do zawierania małżeństw dla mężczyzn to lata tuż przed trzydziestką, natomiast dla kobiet to połowa trzeciego dziesiątka życia. Zawieraniu wcześniejszych małżeństw przeszkadzała też niemożność dostarczenia odpowiednich mieszkań. Wcześniejsze małżeństwo można było jednak zawrzeć za zgodą komitetu politycznego. W związku z ogromnym przyrostem naturalnym zezwolono też na swobodne przerwanie ciąży i sterylizację, propagowano antykoncepcję i ograniczenie rozwodów. W latach 60. ze względów politycznych zaczęto jednak głosić potrzebę posiadania dużej liczby ludności i zamknięto kilka fabryk produkujących środki antykoncepcyjne.
Największe zmiany dotyczyły pozycji kobiety w społeczeństwie i rodzinie, i to bez względu na typ rodziny i charakter środowiska społecznego. Konstytucja i prawo rodzinne uznały równość praw mężczyzn i kobiet i zakazały mieszania się komukolwiek w sprawy wolnego doboru partnerów. Prawo małżeńskie określiło zasady dziedziczenia majątku przez oboje małżonków i dzieci, co było rewolucyjną zmianą wobec dawnych stosunków, określających prawno-organizacyjne i moralno-religijne oblicze rodziny. Małżonkowie stali się odpowiedzialni przed zbiorowością lokalną za wywiązywanie się z obowiązków rodzicielskich i małżeńskich i mogą być nawet publicznie sądzeni za popełnione w tym zakresie przewinienia. Dopuszczono prawną możliwość rozwodu, o który mogą ubiegać się obie strony, ojca zaś pozbawiono w zupełności jego dawnej władzy kapłańskiej i religijnej w rodzinie.
Kobieta, która dawniej była tylko „dobierana sobie” przez mężczyznę i czuła się obca w jego rodzinie, zaczęła być poślubiana i stała się na równi z nim pełnoprawnym partnerem w małżeństwie monogamicznym i członkiem w rodzinie. Dawne ceremonie związane z afiliacją do rodziny męża zastąpił prawno-państwowy akt ślubu, co nie znaczy, że w wielu środowiskach nadal nie przykłada się wagi do pielęgnowania wielu tradycji towarzyszącym zaślubinom. Dziś małżeństwo w Chinach nie oznacza już tylko dobrania, przyjęcia nowego członka do rodziny męża, ale właśnie wzięcie sobie przez niego kobiety za żonę. Z tej też przyczyny nie obowiązuje dawne konfucjańskie określenie go jako „ustanowienie związku między dwoma osobami różnych rodzin, którego przedmiotem jest z jednej strony służyć przodkom w świątyni i uwieczniać ich pamięć, z drugiej strony natomiast – służyć przyszłym pokoleniom”. Małżeństwo jest dziś związkiem między dwoma osobami płci odmiennej, postanawiającymi żyć razem dla ich własnego dobra, dobra ich dzieci, a przede wszystkim dobra chińskiego narodu. Nie wchodzi tu więc w grę, dawniej prawny, moment związania dwóch rodzin. Dawne wymogi stawiane kandydatce na żonę – aby była zdolna rodzić dzieci, podatna na przyjęcie tradycji i reguł życiowych rodziny pochodzenia męża oraz zdolna do znoszenia trudów codziennego życia rodzinnego – zostają zastąpione prawnie określonymi warunkami ważnie zawartego małżeństwa.
W 1980 roku dokonano kolejnych zmian w prawie – uchwalono tzw. drugie prawo małżeńskie, które zastąpiło poprzednie. Drugie prawo małżeńskie zliberalizowało kwestie rozwodów, wprowadziło politykę jednego dziecka i nakazało sądom faworyzowanie interesów kobiet i dzieci przy rozdziale majątku w sprawach rozwodowych. Kolejne poprawki w 1983 roku zezwoliły na małżeństwa z obcokrajowcami i małżeństwa międzyrasowe.
Kultura chińska, mimo czystek wprowadzanych przez komunistów od 1949 roku, zachowała miejsce dla konkubin. Konkubiny nie są skrywane, lecz uczestniczą w życiu swoich partnerów. W Chinach konkubiny są utrzymywane zwykle w całości przez mężczyzn. W czasach przed komunizmem mieli je arystokraci i ci, których było na to stać. W czasach komunistycznych konkubiny (a dokładniej półkonkubiny) mogli mieć tylko najwyżsi funkcjonariusze partyjni. Odnośnie do dokonanych przez komunistów czystek trzeba zauważyć, że Mao Zedong, pomimo że zwalczał cesarską tradycję Chin, sam miał półoficjalną konkubinę Zhang Yufeng, w tym względzie nie chciał oprzeć się tradycji. Dziś w Chinach mają je z reguły najbogatsi biznesmeni (kobiety takie określane są terminem er nai co tłumaczy się jako konkubina bądź druga żona). Po otwarciu granic w 1970 roku wielu biznesmenów z Tajwanu i Hongkongu postarało się o "drugą żonę" z Chin kontynentalnych. Tym niemniej, z uwagi na znaczy przyrost konkubinatów na terenach zurbanizowanych, w 2003 wniesiono poprawki do prawa małżeńskiego, zgodnie z którymi kohabitacja z kimś trzecim osób pozostających w związku małżeńskim jest nielegalna gdyż uznaje się ją za bigamię.
Współcześnie, młodzi zawierają małżeństwa późno, dobierając partnera adekwatnie do swojego własnego statusu społecznego (romantyczne kryteria typowe dla kultury euroamerykańskiej nie mają przy tym szczególnego znaczenia). Przy zawieraniu małżeństwa partnerzy w Chinach muszą przedstawić karty zdrowia (w niektórych południowo-zachodnich prowincjach od 1 stycznia 2007 roku także wyniki badań na nosicielstwo wirusa HIV) oraz zgodę swoich rodziców na taką decyzję. Do 2003 roku należało ponadto dołączyć zgodę pracodawcy (tzw. danwei – zaświadczenie od właściwej jednostki produkcyjnej).
Przy zawieraniu małżeństwa państwo młodzi zobowiązują się słownie do dbania w przyszłości o swoich rodziców. Po ślubie zamieszkują często z rodzicami, kupują im mieszkanie niedaleko swojego miejsca zamieszkania, na starość zapewniają im dach nad głową.